# 刑事訴訟規則
刑事訴訟規則（けいじそしょうきそく、昭和23年最高裁判所規則32号、英語: Rules of Criminal Procedure）は、日本国憲法第77条第1項に基づき定められた最高裁判所規則。
日本の刑事訴訟手続に関し、刑事訴訟法の下位規範である。特別弁護人や主任弁護人や証人テストについても規定されている。